# Mistrzostwa Polski Par Klubowych na Żużlu 2015
Mistrzostwa Polski Par Klubowych na Żużlu 2015 – zawody żużlowe, mające na celu wyłonienie medalistów mistrzostw Polski par klubowych w sezonie 2015. Od tego sezonu zmieniła się formuła rozgrywek. Główna Komisja Sportu Żużlowego zrezygnowała z rozgrywania eliminacji.
Zawody przerwano po 14. wyścigach z powodu opadów deszczu. Ostatecznym zwycięzcą została FOGO Unia Leszno, mimo że tyle samo oczek w swoim dorobku miała także MONEYmakesMONEY.pl Stal Gorzów Wlkp. W bezpośrednim starciu lepsi okazali się jednak lesznianie, którzy wygrali czternasty bieg 4:2.

## Finał
- Leszno, 12 lipca 2015
- Sędzia: Leszek Demski

| Miejsce | Kluby                                          | Suma | Zawodnicy                                                     | Punkty                               |
| ------- | ---------------------------------------------- | ---- | ------------------------------------------------------------- | ------------------------------------ |
| złoto   | FOGO Unia Leszno                               | 17   | Piotr Pawlicki Tobiasz Musielak rez. Grzegorz Zengota         | 12 (3,3,3,3) 3 (1,2,–,–) 2 (–,–,1,1) |
| srebro  | MONEYmakesMONEY.pl Stal Gorzów Wlkp.           | 17   | Krzysztof Kasprzak Bartosz Zmarzlik rez. Adrian Cyfer         | 7 (2,3,2,0) 10 (3,2,3,2) ns          |
| brąz    | Unia Tarnów                                    | 16   | Janusz Kołodziej Artur Mroczka rez. Ernest Koza               | 10 (3,2,3,2) 6 (1,0,2,3) ns          |
| 4       | PGE Stal Rzeszów                               | 11   | Dawid Lampart Mirosław Jabłoński rez. Karol Baran             | 9 (3,1,2,3) 2 (2,d,0,0) ns           |
| 5       | MDM Komputery Dreier ŻKS Ostrovia Ostrów Wlkp. | 11   | Rune Holta Michał Szczepaniak rez. Mateusz Szczepaniak        | 6 (2,3,–,1) 2 (0,2,0,–) 3 (–,–,1,2)  |
| 6       | SPAR Falubaz Zielona Góra                      | 7    | Krzysztof Jabłoński Krystian Pieszczek rez. Mateusz Burzyński | 3 (0,–,0,3) 3 (1,1,1,–) 1 (–,0,–,1)  |
| 7       | Orzeł Łódź                                     | 5    | Kamil Adamczewski Stanisław Burza rez. Borys Miturski         | ns 5 (1,1,1,2) 0 (0,w,–,–)           |

Bieg po biegu:
1. (62,77) Kołodziej, Holta, Mroczka, Mi. Szczepaniak
2. (64,15) Zmarzlik, Kasprzak, Burza, Miturski
3. (63,45) Lampart, M. Jabłoński, Pieszczek, K. Jabłoński
4. (61,98) Pawlicki, Kołodziej, Musielak, Mroczka
5. (64,00) Holta, Mi. Szczepaniak, Burza, Miturski (w/2min)
6. (65,47) Kasprzak, Zmarzlik, Lampart, M. Jabłoński (d4)
7. (63,07) Pawlicki, Musielak, Pieszczek, Burzyński
8. (62,78) Kołodziej, Mroczka, Burza
9. (63,89) Zmarzlik, Kasprzak, Mat. Szczepaniak, Mi. Szczepaniak
10. (63,07) Pawlicki, Lampart, Zengota, M. Jabłoński
11. (63,35) Mroczka, Kołodziej, Pieszczek, K. Jabłoński
12. (63,18) Lampart, Mat. Szczepaniak, Holta, M. Jabłoński
13. (64,74) K. Jabłoński, Burza, Burzyński
14. (63,02) Pawlicki, Zmarzlik, Zengota, Kasprzak